# Olliergues
Olliergues – miejscowość i gmina we Francji, w regionie Owernia-Rodan-Alpy, w departamencie Puy-de-Dôme.
Według danych na rok 1990 gminę zamieszkiwało 1015 osób, a gęstość zaludnienia wynosiła 62 osoby/km² (wśród 1310 gmin Owernii Olliergues plasuje się na 223. miejscu pod względem liczby ludności, natomiast pod względem powierzchni na miejscu 583.).